# Земпнюв
Земпнюв (пол. Ziempniów) — село в Польщі, у гміні Чермін Мелецького повіту Підкарпатського воєводства.
Населення — 548 осіб (2011).
У 1975-1998 роках село належало до Ряшівського воєводства.

## Демографія
Демографічна структура станом на 31 березня 2011 року:
|          | Загалом | Допрацездатний вік | Працездатний вік | Постпрацездатний вік |
| -------- | ------- | ------------------ | ---------------- | -------------------- |
| Чоловіки | 275     | 73                 | 171              | 31                   |
| Жінки    | 273     | 69                 | 147              | 57                   |
| Разом    | 548     | 142                | 318              | 88                   |